# Citybois
Die Citybois sind ein dänisches Popduo aus Kopenhagen. Bekannt wurden sie 2015 durch die Castingshow X Factor.

## Karriere
Die beiden Schüler Anthon Knudtzon und Thor Farlov bewarben sich 2015 als Citybois bei der dänischen Ausgabe von The X Factor. Sie kamen bis ins Halbfinale und schieden als Viertplatzierte aus. Wegen ihrer Publikumswirkung wurden sie anschließend von Sony Music unter Vertrag genommen. Kurz nach der Show hatten sie mit Things We Do einen Nummer-4-Hit in den dänischen Charts. Für ihr Debüt wurden sie mit Gold ausgezeichnet. Zwei weitere Lieder brachten sie im selben Jahr noch in die Charts – darunter die zweite Goldsingle Purple Light – bevor sie Anfang 2016 das Album What Bois About To veröffentlichten. Damit kamen sie auf Platz 6 der Hitparade. Dazwischen beendeten sie noch die 9. Schulklasse, um aufs Gymnasium zu wechseln.
Danach gingen sie auf Tour und veröffentlichten weiter erfolgreich Singles. Mit dem Top-10-Hit Bedre end Rihanna erfüllten sie zum dritten Mal die Gold-Kriterien. Anfang 2017 hatten sie mit Dum som mig ihre siebte Chartsingle.

## Diskografie
Alben

| Jahr | Titel              | Höchstplatzierung, Gesamtwochen, AuszeichnungChartsChartplatzierungen (Jahr, Titel, Platzierungen, Wochen, Auszeichnungen, Anmerkungen) | Anmerkungen                             |
| Jahr | Titel              | DK | Anmerkungen                             |
| ---- | ------------------ | --- | --------------------------------------- |
| 2015 | What Bois About To | DK11 Gold · (4 Wo.)DK | Erstveröffentlichung: 21. Dezember 2015 |
| 2020 | Bois Forever       | DK1 ×2Doppelplatin · (25 Wo.)DK | Erstveröffentlichung: 15. Mai 2020      |

Singles

| Jahr | Titel Album                      | Höchstplatzierung, Gesamtwochen, AuszeichnungChartsChartplatzierungen (Jahr, Titel, Album, Platzierungen, Wochen, Auszeichnungen, Anmerkungen) | Anmerkungen                                          |
| Jahr | Titel Album                      | DK | Anmerkungen                                          |
| --- | -------------------------------- | --- | ---------------------------------------------------- |
| 2015 | Things We Do What Bois About To  | DK4 Gold · (5 Wo.)DK | Erstveröffentlichung: 27. März 2015                  |
| 2015 | Purple Light What Bois About To  | DK23 Platin · (2 Wo.)DK | Erstveröffentlichung: 14. Juni 2015                  |
| 2015 | Ridin’ What Bois About To        | DK27 (2 Wo.)DK | Erstveröffentlichung: 15. November 2015              |
| 2016 | Bedre end Rihanna –              | DK10 Platin · (8 Wo.)DK | Erstveröffentlichung: 22. Juni 2016                  |
| 2016 | Som om –                         | DK20 Gold · (2 Wo.)DK | Erstveröffentlichung: 28. Oktober 2016               |
| 2016 | Under 18 –                       | DK22 Platin · (3 Wo.)DK | Erstveröffentlichung: 9. Dezember 2016               |
| 2017 | Dum som mig –                    | DK11 Platin · (4 Wo.)DK | Erstveröffentlichung: 10. Februar 2017               |
| 2017 | Pool –                           | DK13 ×2Doppelplatin · (10 Wo.)DK | Erstveröffentlichung: 31. Mai 2017 feat. Topgunn     |
| 2017 | Jakke –                          | DK39 (1 Wo.)DK | Erstveröffentlichung: 1. September 2017              |
| 2018 | De eneste –                      | DK33 (1 Wo.)DK | Erstveröffentlichung: 30. März 2018                  |
| 2018 | Ring på dig –                    | DK32 Gold · (1 Wo.)DK | Erstveröffentlichung: 22. Juni 2018                  |
| 2018 | Helt fair –                      | DK28 Gold · (1 Wo.)DK | Erstveröffentlichung: 26. Oktober 2018 feat. Icekiid |
| 2018 | Synger for mig –                 | DK9 Platin · (7 Wo.)DK | Erstveröffentlichung: 28. Dezember 2018 mit Skinz    |
| 2019 | Sig mig Bois Forever             | DK11 Platin · (21 Wo.)DK | Erstveröffentlichung: 8. Februar 2019                |
| 2019 | Finde tilbage Bois Forever       | DK4 ×2Doppelplatin · (19 Wo.)DK | Erstveröffentlichung: 7. Juni 2019                   |
| 2019 | Natten rammer –                  | DK34 (1 Wo.)DK | Erstveröffentlichung: 15. November 2019 mit Boua     |
| 2020 | Det kom som et chok Bois Forever | DK19 Gold · (2 Wo.)DK | Erstveröffentlichung: 17. Januar 2020                |
| 2020 | Se os Bois Forever               | DK21 (1 Wo.)DK | Erstveröffentlichung: 6. März 2020                   |
| 2020 | Sol over København Bois Forever  | DK2 Platin · (1 Wo.)DK | Erstveröffentlichung: 1. Mai 2020 featuring Kesi     |
| 2020 | Ringer i morgen Bois Forever     | DK31 (1 Wo.)DK | Erstveröffentlichung: 8. Mai 2020                    |
| Folgende Lieder erschienen nicht als Single, wurden aber durch das Album zum Download und Streaming bereitgestellt und konnten somit eine Platzierung erlangen: |                                  | |                                                      |
| |                                  | |                                                      |
| 2019 | Hyg hver dag 1991                | DK17 Platin · (16 Wo.)DK | Topgunn feat. Citybois                               |
| 2020 | Kærlighed gør blind Bois Forever | DK32 (1 Wo.)DK |                                                      |

Weitere Singles
- 2016: Hånd i hånd
- 2017: Hjem igen
- 2019: En rigtig drengejul (mit Rasmus Bjerg, DK: Platin)
- 2020: Sig Mig (DK: ×2Doppelplatin )